# Toptopskat
Toptopskatten er en ny skat på 5 % på indkomster over 2½ mio. kr. årligt, som fra 2026 bliver en del af det danske skattesystem. Ca. 9.000 personer forudsattes at komme til at betale skatten, da den blev vedtaget som del af en skattereform i 2023.

## Regler
Topskatten på 5 % skal fra 2026 betales af den del af den personlige indkomst, der overstiger 690.000 kr., hvilket svarer til 750.000 kr. i arbejdsindkomst inden betaling af arbejdsmarkedsbidraget på 8 %. Beløbsgrænserne er i 2023-niveau og vil altså være lidt højere i 2026.

## Del af skattereform  i 2023
Toptopskatten blev vedtaget som en del af en skattereform besluttet i december 2023 ved en aftale mellem de tre regeringspartier Socialdemokratiet, Venstre og Moderaterne i Regeringen Mette Frederiksen II og oppositionspartierne De Konservative, De Radikale, Danmarksdemokraterne og Nye Borgerlige. Skattereformen medførte samlet en beregnet lempelse i beskatningen for topskatteyderne på 2,7 mia. kr. Lempelsen var dog fordelt på en lempelse på 3,7 mia. kr. som følge af, at topskatten blev lempet for alle indkomster op til 750.000 kr., mens indførelsen af toptopskatten isoleret set medførte en beregnet ekstra beskatning af de rigeste topskatteydere svarende til 1 mia. kr. i umiddelbart provenu. Samlet set forudsattes godt 9.000 personer at komme til at betale den nye toptopskat, mens netto ca. 565.000 topskatteydere ifølge Skatteministeriets beregninger ville få en skattelettelse som følge af reformen.